# Len Kieran
Len Kieran (25 tháng 7 năm 1926 - 24 tháng 7 năm 1981) là một cầu thủ bóng đá người Anh thi đấu ở vị trí tiền vệ cho Tranmere Rovers và Macclesfield Town. Ông có 359 lần ra sân cho Tranmere, ghi 6 bàn thắng.